# Підземне сховище газу Белечанка
Підземне сховище газу Белечанка – об’єкт нафтогазової інфраструктури Румунії. 
Сховище, яке ввели в експлуатацію у 1989 році, створили на основі виснаженого газового родовища. 
Активний об’єм ПСГ Белечанка становить 50 млн м3 газу. Технічно можливий добовий відбір складає 1 млн м3 при добовому рівні закачування у 1,3 млн м3. Сховище має компресорну станцію, 24 свердловини та 8,4 км газопроводів (не рахуючи трубопроводів між свердловинами).
Сховище розташоване на південній околиці румунської столиці, в районі якої сходяться газопроводи зі сходу (Шендрень – Бухарест), півночі (Трансильванія – Південь) та заходу (Хурезань – Бухарест).